# Прах к праху (телесериал)
«Прах к пра́ху» (англ. «Ashes to Ashes») — английский телесериал, спин-офф телесериала «Жизнь на Марсе» (англ. «Life on Mars»). Третий и финальный сезон сериала был показан в Великобритании со 2 апреля по 21 мая 2010 года.

## Сюжет
Сериал рассказывает о женщине по имени Алекс Дрейк (англ. Alex Drake). Она живёт в 2008 году в Лондоне и работает детективом в полиции. После того, как в неё стреляли, она оказывается в 1981 году. Сериал подобен своему предшественнику, сериалу «Жизнь на Марсе», в котором главный герой Сэм Тайлер (англ. Sam Tyler) похожим образом совершает путешествие во времени.
Главной тайной для героини остаётся не только загадочное перемещение во времени, но и вопрос о том, жива ли она.

## В ролях
- Кили Хоус — Алекс Дрейк
- Филип Гленистер — Джин Хант
- Дин Эндрюс[англ.] — Рэй Карлинг
- Маршалл Ланкастер[англ.] — Крис Скелтон
- Монсеррат Ломбард — Шэрон (Шаз) Грейнджер
- Дэниэл Мейс — Джим Китс (3 сезон)
- Эйдриан Данбар[англ.] — Мартин Саммерс (2 сезон)

## Описание серий

### 1 сезон
| № | Название          | Сценарий         | Режиссёр        | Дата премьеры   |
| --- | ----------------- | ---------------- | --------------- | --------------- |
| 1 | «Первая серия»    | Мэттью Грэм      | Джонни Кэмпбелл | 7 февраля 2008  |
| Получив пулю в голову, инспектор лондонской городской полиции Алекс Дрейк открывает глаза в 1981 году, где её встречает команда Джина Ханта в полном составе. Алекс уверена, что она, как и Сэм Тайлер находится в коме, а 1981 год — плод её воображения. Чтобы вырваться из ловушки собственного разума, она собирается найти и арестовать человека, который стрелял в неё в 2008.      |                   |                  |                 |                 |
| 2 | «Вторая серия»    | Эшли Фэроу       | Джонни Кэмпбелл | 14 февраля 2008 |
| Когда Лондон погружается в предсвадебную суматоху по случаю бракосочетания принца Чарльза и Дианы Спенсер, на уголовную полицию сваливается дополнительная нагрузка. Старший инспектор Джин Хант и детектив-инспектор Алекс Дрейк вместе принимаются за расследования происшествий в королевских доках, которые напоминают акты политического протеста.                                   |                   |                  |                 |                 |
| 3 | «Третья серия»    | Джули Руттерфорд | Билли Элтрингем | 21 февраля 2008 |
| Не успев отпраздновать прошлую успешную операцию по задержанию наркоторговцев, Джин и его команда берутся за дело об изнасиловании. В ходе расследования выясняется, что, по всей вероятности, в городе появился серийный убийца, но ситуация осложняется тем, что главный свидетель, по мнению Ханта, крайне ненадежен.                                                                  |                   |                  |                 |                 |
| 4 | «Четвёртая серия» | Марк Грег        | Кэтрин Морсхед  | 28 февраля 2008 |
| Круг подозреваемых в смерти уборщика в лаборатории, ведущей исследования ядерной энергии, оказывается неожиданно широким. Неужели рабочему был известен какой-то государственный секрет? Когда Алекс вместе с Хантом попадет в ловушку в секретной правительственном центре, атмосфера накаляется в прямом смысле.                                                                        |                   |                  |                 |                 |
| 5 | «Пятая серия»     | Марк Грег        | Билли Элтрингем | 6 марта 2008    |
| Команда безуспешно пытается разоблачить торговца наркотиками Саймона Нири, используя в качестве информатора его молодого любовника. Когда все варианты исчерпаны, остается только отправиться в гей-клуб и попытаться внедрить туда подсадную утку. Единственная проблема в том, что все кандидаты страдают острой формой гомофобии.                                                      |                   |                  |                 |                 |
| 6 | «Шестая серия»    | Мик Форд         | Кэтрин Морсхед  | 13 марта 2008   |
| Джин пытается отправить в тюрьму грабителя Чеса Кейла, с которым пытался это сделать ещё в Манчестере, однако у того железное алиби. Алекс отправляет Рэя и Криса в местный бар, чтобы раскрыть это дело, однако её похищают и бросают в промышленный холодильник. |                   |                  |                 |                 |
| 7 | «Седьмая серия»   | Мэттью Грэм      | Джонни Кэмпбелл | 20 марта 2008   |
| Вооруженная пара грабит человека, собравшего крупную сумму на благотворительные цели. Он растерян и никак не может вспомнить подробности происшествия и описать грабителей. Чтобы не уронить престиж полиции в глазах всей страны, Джин Хант даже готов позволить Алекс её психологические штучки. Сама Алекс тоже хочет как можно скорее раскрыть преступление, но причина у неё другая. |                   |                  |                 |                 |
| 8 | «Восьмая серия»   | Мэттью Грэм      | Эшли Фэроу      | 27 марта 2008   |
| День гибели родителей Алекс неуклонно приближается. Её задача — любыми средствами предотвратить трагедию. Ради этого она способна на что угодно: превратить автомобиль в груду металлолома и сфабриковать обвинение в хранении наркотиков. Но, как назло, в участке проверка, и демонстрация полицейского произвола — это последнее, что хотел бы видеть Джин Хант.                       |                   |                  |                 |                 |

### 2 сезон
| № | Название          | Сценарий        | Режиссёр       | Дата премьеры   |
| --- | ----------------- | --------------- | -------------- | --------------- |
| 1 | «Первая серия»    | Эшли Фэроу      | Кэтрин Морсхед | 20 апреля 2009  |
| Полицейский найден мёртвым в одном из стриптиз-клубов Сохо в весьма двусмысленном виде. Джин уверен, что он стал жертвой собственной корумпированности, но расследование не подтверждает его предположение. Все свидетельствует о том, что констебль Шон Ирвин был примерным полицейским. |                   |                 |                |                 |
| 2 | «Вторая серия»    | Мэттью Грэм     | Кэтрин Морсхед | 27 апреля 2009  |
| Удирая от полиции, угонщик попадает в аварию. Члены цыганской общины в бешенстве, они обвиняют Джина в убийстве. Но, похоже, дело не только в опасной для жизни манере езды старшего инспектора Ханта, но и в опасной дозе снотворного, найденного в крови погибшего. |                   |                 |                |                 |
| 3 | «Третья серия»    | Николь Тейлор   | Бен Болт       | 4 мая 2009      |
| Джин Хант упорно игнорирует все угрозы в адрес владельца лаборатории, где проводятся эксперименты над животными. Но он резко меняет своё мнение, когда под окнами участка Фелчёрч-Ист раздается взрыв, а маленькая девочка оказывается на больничной койке. Беседуя с борцом за права животных, который давно уже отбывает свой срок в тюрьме, Алекс начинает подозревать, что он не только что-то знает о готовящихся терактах, но и о путешествиях во времени. |                   |                 |                |                 |
| 4 | «Четвёртая серия» | Эшли Фэроу      | Бен Болт       | 11 мая 2009     |
| Как гром среди ясного неба на уголовный отдел сваливается старая знакомая Ханта журналистка Джекки Куин. Она привезла из Манчестера не один подарок для Ханта, а целых два: Джин должен найти пропавших девушек с севера и вспомнить, чем занимался во время последней встречи с ней. Для ловли на живца как нельзя лучше подходит Шаз, которая притворяется наивной северянкой, только что приехавшей в Лондон.                                                 |                   |                 |                |                 |
| 5 | «Пятая серия»     | Джули Рутерфорд | Филип Джон     | 18 мая 2009     |
| Алекс вспоминает о жестоком ограблении в доме Дрейков, только прибыв на место преступления. После нападения отец её будущего мужа навсегда останется инвалидом, но Алекс теперь получила шанс найти грабителей. Но чем дальше продвигается расследование, тем больше Алекс подозревает своего будущего мужа Питера. |                   |                 |                |                 |
| 6 | «Шестая серия»    | Джек Лотиан     | Филип Джон     | 25 мая 2009     |
| Мёртвое тело, плывущее по каналу, нарушает идиллическую картину Лондона 1980-х, которая так умиляет Алекс. Возможно, странные метки на руках жертвы смогут вывести на след его убийцы. |                   |                 |                |                 |
| 7 | «Седьмая серия»   | Марк Грег       | Кэтрин Морсхед | 1 июня 2009     |
| Убегая от полиции, незадачливый контрабандист случайно обнаруживает похороненное в бетоне тело. Кто и зачем убил простого рабочего-гастарбайтера? Когда улики исчезают одна за другой, Джин начинает подозревать одного из членов своей команды в предательстве. |                   |                 |                |                 |
| 8 | «Восьмая серия»   | Мэттью Грэм     | Кэтрин Морсхед | 8 сентября 2009 |
| Отдел Джина Ханта занят расследованием убийства полицейского информатора. Ставки никогда не были так высоки. Джин неожиданно влюбляется в главную подозреваемую, и эксцентричное поведение Алекс начинает бесить его больше обычного. |                   |                 |                |                 |

### 3 сезон
| № | Название          | Сценарий                    | Режиссёр    | Дата премьеры  |
| --- | ----------------- | --------------------------- | ----------- | -------------- |
| 1 | «Первая серия»    | Мэттью Грэм                 | Дэвид Друри | 2 апреля 2010  |
| Джин Хант ударился в бега, опасаясь обвинения в попытке убийства, а Алекс лежит в коме. Дела у получившего повышение Рэя Карлинга, Криса Скелтона и Шаз Грейнджер идут не слишком хорошо. На кону жизнь маленькой девочки, и им как никогда пригодилась бы помощь шефа и Алекс. |                   |                             |             |                |
| 2 | «Вторая серия»    | Эшли Фэроу                  | Дэвид Друри | 9 апреля 2010  |
| Крис обнаруживает отрубленную женскую руку в пришедшей по почте посылке. Серийный убийца решил помочь полиции в поисках тела своей последней жертвы. Алекс решает воспользоваться услугами брачного агентства, к которому обращались убитые, и внезапно обнаруживает, что в участке не одна она хочет найти «настоящую любовь».                                                                                                   |                   |                             |             |                |
| 3 | «Третья серия»    | Джули Рутерфорд             | Элрик Райли | 16 апреля 2010 |
| Команда Ханта расследует серию странных поджогов накануне выборов. Пока всю страну волнует только, будет ли Тэтчер новым премьер-министром, Рэй Карлинг пытается доказать непричастность своего нового друга. |                   |                             |             |                |
| 4 | «Четвёртая серия» | Джек Лотиан                 | Элрик Райли | 23 апреля 2010 |
| Облава на наркодилера, организованная Хантом, ставит под удар полицейского, работающего под прикрытием. Пытаясь остановить героиновое нашествие, Алекс и Хант начинают подозревать, что кто-то в рядах полиции помогает семейству Стаффорд. |                   |                             |             |                |
| 5 | «Пятая серия»     | Том Баттерворт Крис Харфорт | Джейми Пейн | 30 апреля 2010 |
| След подозреваемого в краже денег из фонда полицейских вдов приводят двоих детективов из Манчестера в Лондон. Но Джин Хант не рад гостям, он не позволит никому распоряжаться на территории своего участка. |                   |                             |             |                |
| 6 | «Шестая серия»    | Джеймс Пейн                 | Джейми Пейн | 7 мая 2010     |
| Попытка подавления бунта в одной из лондонских тюрем кончается полным провалом. Сержант Вив Джеймс в заложниках у зачинщиков бунта, а группе захвата пришлось отступить. Пока Алекс пытается вступить в переговоры, Джин Хант начинает рискованную операцию по внедрению своих агентов в здание тюрьмы. |                   |                             |             |                |
| 7 | «Седьмая серия»   | Эшли Фэроу                  | Дэвид Друри | 14 мая 2010    |
| Рэй обнаруживает мёртвое тело в кладовой нелегального бара, который содержат члены южноафриканского союза. Положение борцов против апартеида очень шатко, и все они как один твердят, что были в ванной во время убийства. Но Джину Ханту нужна рыба покрупнее, он надеется, что блестящая операция по поимке террористов сможет изгнать Китса из участка. И ради этого Хант даже готов отпустить настоящего убийцу на свободу... |                   |                             |             |                |
| 8 | «Восьмая серия»   | Мэттью Грэм                 | Дэвид Друри | 21 мая 2010    |
| Нелепое убийство трех местных гангстеров приводит команду Джина Ханта к международному заговору по контрабанде бриллиантами. Но Алекс нет дела до охоты за преступниками: её отношения с Хантом накалились до предела и единственное, что ей нужно, это узнать, кто убил Сэма Тайлера. Джим Китс наконец-то закончил свой отчёт и покидает участок, но сможет ли команда справиться с зёрнами раздора, посеянными среди них?      |                   |                             |             |                |

## Интересные факты
Один из персонажей сериала подвозил Алекс на автомобиле DeLorean DMC-12, что является отсылкой к трилогии «Назад в будущее», а также иронией: путешественница во времени едет в автомобиле, который 4 года спустя выступит в роли машины времени в кино.

## Показ сериала в России
14 ноября 2009 года состоялась премьера телесериала в России на телеканале «ТВ3». Телесериал был подвергнут цензуре и транслировался в значительно сокращенном виде. Было показано 6 серий (хотя в каждом сезоне 8 серий)..